# Мішалов Марко Васильович
Марко́ Васи́льович Міша́лов (26 квітня 1903, Чорнобай, Золотоношський повіт, Полтавської губернії (нині Черкаська область — 8 серпня 1995, Сідней, Австралія) — науковець, викладач, видавець, знавець бандурної музики і справи.

## Біографічні відомості
Середню освіту одержав в Золотоношській чоловічій ґімназії.
Вищу освіту здобув в Уманському сільськогосподарському агротехнікумі в 1924 р. (Золотоношський відділ).
З 1925 до 1938 р. Марко Васильович працював науковцем на Лубенській дослідній станції лікарських і етероолійних рослин, а з 1938–1941 р. був викладачем у Всесоюзному Тернівському технікумі лікарських рослин та директором ВІЛАРу в Березоточі.
В Україні, працюючи на Дослідній станції лікарських рослин та викладачем Всесоюзного Тернівського Технікуму, Марко Васильович надрукував ряд праць з питань агрономії та дослідами над рослинами, особливо м'яти, ромашки та беладони.
В Австрії вийшла його популярна брошура «Атом та його енергія».
В Австралії, Марко Васильович далі продовжував писати науково-популярні статті які поміщалися в місцевих часописах «Українець в Австралії», «Вільна Думка» та в журналі «Нові дні» в Торонто, Канада. Були надруковані ряд статей про харчування, астрономію, та друге видання «Атома та його енергія».
В 1976 році Марко Васильович почав видавати журнал «Бандурист». Тут були різні статті про музику, історію кобзарського мистецтва та діяльність бандуристів. Журнал став поштовхом для видавання подібного журналу в Північній Америці «Бандура». 7 випусків журналу вийшли аж до грудня 1982 р.
Полтавська земля — один з осередків кобзарства, тож із молодих років Марко Васильович часто зустрічався з мандруючими кобзарями. Будучи студентом, він мав нагоду вчитися у Михайла Злобінцева (сценічне ім'я М. Домонтович), який викладав математику в гімназії в Золотоноші та із студентів створив гурток бандуристів.
Марко Васильович часто бував на концертах, де виступав М. Домонтович.
До Німеччини попав разом зі сином. В 1944 р. вони знайшлися в австрійському таборі недалеко Відня, де перебувала Капела бандуристів ім. Т. Шевченка. Так доля знову зв'язала долю з бандурою.
Переїзджаючи до Австралії в 1949 р., він далі цікавився кобзарським мистецтвом, де тримав близькі стосунки з шкільним другом і бандуристом Павлом Носярою, а також Григорієм Бажулом.
Марко Васильович фінансово підтримував діяльність капели бандуристів ім. Т. Шевченка, ансамблю бандуристів м. Г. Хоткевича в Сіднеї та Школи гри на бандурі при Центральній Рідній Школі ім. Кн. Ольги.
В галузі кобзарського мистецтва вийшли ряд статей та книжки.

## Публікації
- Мишалов М. В. — «Культура м'яти» Лубенська дослідна станція . Прилуки, 1929

- Мишалов М. В.  «Порадник по культурі головніших лікарських рослин». Лубенська дослідна станція  Лубни, 1930.

- Мышалов М. В. — Влияние различных способов сушки перечной мяты на содержание зфирного масла — (Лубенская опытная станция лекарственных и душистых растений), Лубны, 1930

- Хайкін І, Мишалов М., Ласський Л. Верговський В. В. Культура лікарських та ефірологійних рослин. Харків, 1931

- Мішалов М. В. — Культура лікарських та етероолійних рослин — (Українська дослідна станція лікарських та етероолійних рослин), Держсільгоспвидав, Харків, 1931

- Мішалов М. В. — Культура м'яти — (Українська дослідна станція лікарських та етероолійних рослин), Держсільгоспвидав, Харків, 1933

- Мишалов М. В. — Культура беладони — (Всесоюзний науково-дослідний інститут лікарських рослин (ВИЛАР) — Українська дослідна станція лікарських та ефіроолійних рослин) — Видання Української дослідної станції лік-рослин, Лубни, 1935

- Мишалов М. Забезпечимо високий урожай камфорного базіліка. [ Лубні ] , Укр . дослідна станція. 1936

- Мішалов М. В. — Атом та його енергія — Відень, 1948

- Мішалов М. В. — Що треба знати про харчування — Сідней, 1971

- Мішалов М. В. — Атом та його енергія — Сідней, 1977

### Статті з кобзарського мистецтва
- Наша кобза-бандура
- Чернігівська фабрика музичних інструментів
- З історії розвитку кобзарського мистецтва
- Наша пісня, наша дума не вмре не загине
- Козак Мамай
- Бандурне мистецтво в Австралії
- Із життя Гната Хоткевича
- Будова і настроювання бандури Київського типу
- Кілька зауваг щодо техніки гри на бандурі
- Основи музичної грамоти
- Бандура і способи гри на ній
- До питання назви кобза, бандура і кобзарство
- Бандура — символ нашої національної окремости
- Цензурні утиски та переслідування українського пісенного фольклору в Царській Росії
- Бандура символ нашої самобутности
- Сіднейська школа юних бандуристів
- 100 літ з дня народження Г. Хоткевича
- Наш видатний трудівник на ниві кобзарського мистецтва — Г. Т. Китастий (до 70 річчя з дня народження)
- Капелі бандуристів 60 років
- Леся Українка і кобзарство до 110 річчя з дня народження.
- Не стало видатного кобзаря наєої доби (Некролог про В. Ємця)
- М. В. Лисенко — 140 річчя і 70 річчя смерти
- До 110-их роковин з дня народження кобзаря Т. Пархоменка

### Праці— монографії
- Мішалов М. Кобзарі-бандуристи XIX — початку XX століття. 1978
- Мішалов М. Сіднейська школа бандуристів.. 1981
- Мішалов М. З історії українського кобзарства-бандурництва. 1981
- Мішалов М. Праці Г. Хоткевича в ділянці бандурного мистецтва. 1984
- Мішалов В і М. Українські кобзарі-бандуристи — Сідней, Австралія — 1986.
- Мішалов М. Шлях молодого бандуриста — його рожі і терни. 1988
- Мішалов М. Українські кобзарські думи. До питання виникнення розвитку та сучасного стану українського кобзарського епосу. — 1990